# Rachel de Solla
Rachel de Solla (nasceu em 24 de dezembro de 1920 – ?) foi uma atriz britânica da era do cinema mudo.

## Filmografia selecionada
- East Lynne (1913)
- Jane Shore (1915)
- The Grit of a Jew (1917)
- The Ticket-of-Leave Man (1918)
- The Shuttle of Life (1920)